# Eriosyce aspillagae
Eriosyce aspillagae är en art inom trattkaktussläktet och familjen kaktusväxter, som har sin naturliga utbredning i Chile.

## Beskrivning
E. aspillagae är en klotformad, tillplattat klotformad eller cylindrisk kaktus som blir 8 till 15 centimeter i diameter. Den är uppdelad i upp till 14 åsar som är 1 till 3 centimeter breda, och är uppdelade i vårtor. Taggarna är vita med mörkare spetsar och blir gråa med åldern. De består av 1 till 4, raka eller krökta, centraltaggar som blir 20 till 30 millimeter långa. Runt dessa sitter 4 till 12 nållika radiärtaggar som blir 10 till 20 millimeter långa. Blommorna är gula och 4 centimeter i diameter. Frukten är avlång och rödaktig när den är mogen. 

## Synonymer
Echinocactus aspillagae Söhrens 1929
Neoporteria aspillagae (Söhrens) Backeb. 1935
Neochilenia aspillagae (Söhrens) Backeb. 1942
Pyrrhocactus aspillagae (Söhrens) F.Ritter 1959
Eriosyce aspillagae ssp. maechlerorum Helmut Walter 2002